# 轿杠竹
轿杠竹（学名：Phyllostachys lithophila）为禾本科刚竹属下的一个种。又名石竹。

## 扩展阅读
- 維基物種上的相關：轿杠竹

1. ↑  . 臺灣生命大百科.   [2024-03-17]. （原始内容存档于2024-03-17） （中文（繁體））.